# Itaka (gmina)
Itaka (gr. Δήμος Ιθάκης, Dimos Itakis) – gmina w Grecji, w administracji zdecentralizowanej Peloponez, Grecja Zachodnia i Wyspy Jońskie, w regionie Wyspy Jońskie, w jednostce regionalnej Itaka. W jej skład wchodzi między innymi wyspa Itaka. Siedzibą gminy jest Itaka. W 2011 roku liczyła 3231 mieszkańców.